# Großer Silberberg (Magdeburg)
Großer Silberberg, Magdeburg-Großer Silberberg – dzielnica miasta Magdeburg w Niemczech, w kraju związkowym Saksonia-Anhalt.